# Flattus Maximus
Flattus Maximus er navnet på den figur, der er guitarist i heavy metal/hard-rock-bandet, GWAR. Hans kendetegn er sit røde ansigt, hvide dødningehoveder, dinosaurerhoved, skulderpuder og krybdyrfødder. Historien for ham i GWAR, er at han stammer fra planeten, Home, og fik foræret sin guitar fra en død austronavt.
Rollen som Flattus Maximus er blevet spillet af flere guitarister. Den seneste, Cory Smoot (født 2. marts 1970) døde den 4. november 2011.